# Agri-Photovoltaik

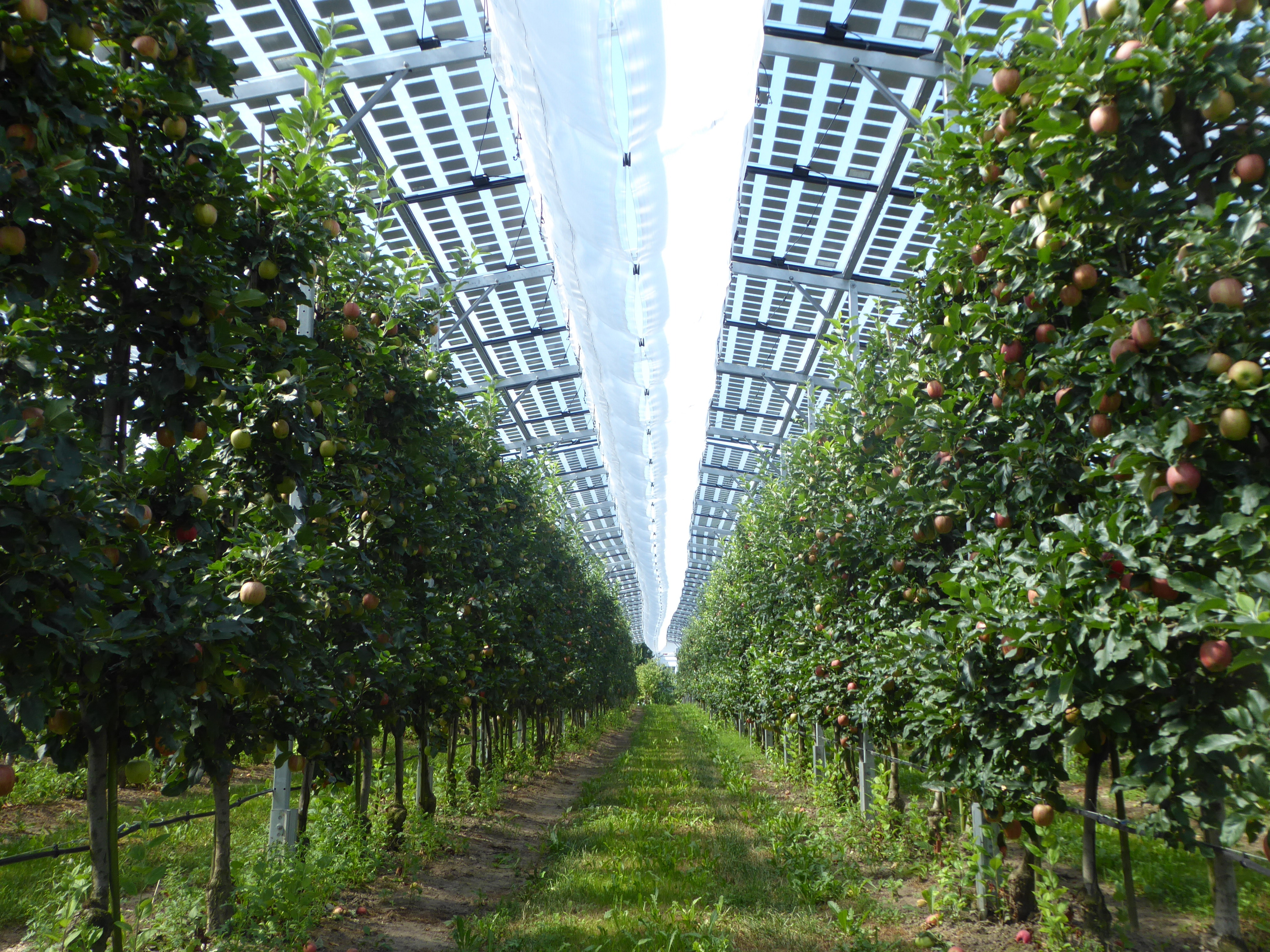
Obstanbau unter einer Agri-PV-Anlage bei Kressbronn am Bodensee

Agri-Photovoltaik (Abk.: Agri-PV) ist eine Technologie, die darauf abzielt, landwirtschaftliche Flächen sowohl für die Pflanzenproduktion durch Photosynthese als auch für die Gewinnung elektrischer Energie durch Photovoltaik zu nutzen. Im Jahr 2021 wurde in Deutschland die DIN SPEC 91434 veröffentlicht, die die Kriterien und Anforderungen für Agri-PV-Anlagen festlegt. Dadurch sind die technischen Risiken für alle Projektbeteiligten, insbesondere landwirtschaftliche Betriebe, Betreiber und Genehmigungsbehörden minimiert worden.
Die Technologie ist weltweit unter verschiedenen Namen bekannt: agro-fotovoltaico in Italien, „Solar-Sharing“ in Japan, sowie der englische Begriff agrivoltaics, welcher erstmals 2011 in einer Publikation verwendet wurde und sich seitdem international durchgesetzt hat. Die weltweit erste Konferenz zu Agri-Photovoltaik lief unter dem Namen „AgriVoltaics2020“.

## Geschichte

### Idee
Die Idee der Agri-Photovoltaik wurde erstmals 1981 von Adolf Goetzberger, dem Gründer des Fraunhofer-Instituts für Solare Energiesysteme (ISE), und seinem Kollegen Armin Zastrow dokumentiert. In ihrem Artikel „Kartoffeln unter dem Kollektor“ in der Zeitschrift Sonnenenergie diskutierten sie die Nutzungskonkurrenz zwischen Solarstromproduktion und Pflanzenanbau auf Ackerlandflächen und erörterten das Potenzial einer dualen Nutzung.
Diese Idee sieht vor, landwirtschaftliche Flächen nicht nur für die Nahrungsmittelproduktion zu nutzen, sondern auch für die Energieerzeugung durch die Installation von Photovoltaikmodulen. Diese Dualnutzung bietet mehrere Vorteile, darunter die Steigerung der landwirtschaftlichen Produktivität, die Bereitstellung erneuerbarer Energie und die Schaffung neuer Einnahmequellen für Landwirte. Die von Goetzberger und Zastrow entwickelten Kriterien und Bedingungen aus den frühen 1980er Jahren dienen auch heute noch als Referenz bei der Definition von Agri-PV-Systemen.

### Entwicklung
Erste Prototypen dieser Technologie entwickelte 2004 der Wissenschaftler Akira Nagashima in Japan.
In Deutschland wurde das Agri-PV-Konzept durch das Fraunhofer ISE 2014 wieder aufgegriffen, sodass sich die Technologie in den letzten Jahren kontinuierlich weiterentwickelt hat. Heute findet sie in fast allen Regionen der Welt Anwendung und steigt auf eine installierte Leistung von mehr als 14 GW im Jahr 2021. Möglich wurde dies auch durch staatliche Förderprogramme in Japan (seit 2013), China (ca. 2014), Frankreich (seit 2017), den USA (seit 2018) und Korea, die bis 2030 10 GW installierte Leistung planen.

## Technik

### Offene Systeme
In Deutschland werden offene Systeme durch die DIN SPEC 91434 grundsätzlich in hochaufgeständerte und bodennahe Systeme aufgeteilt, da es weltweit keine einheitliche Definition für Agri-PV gibt. 

#### Hochaufgeständerte Agri-PV

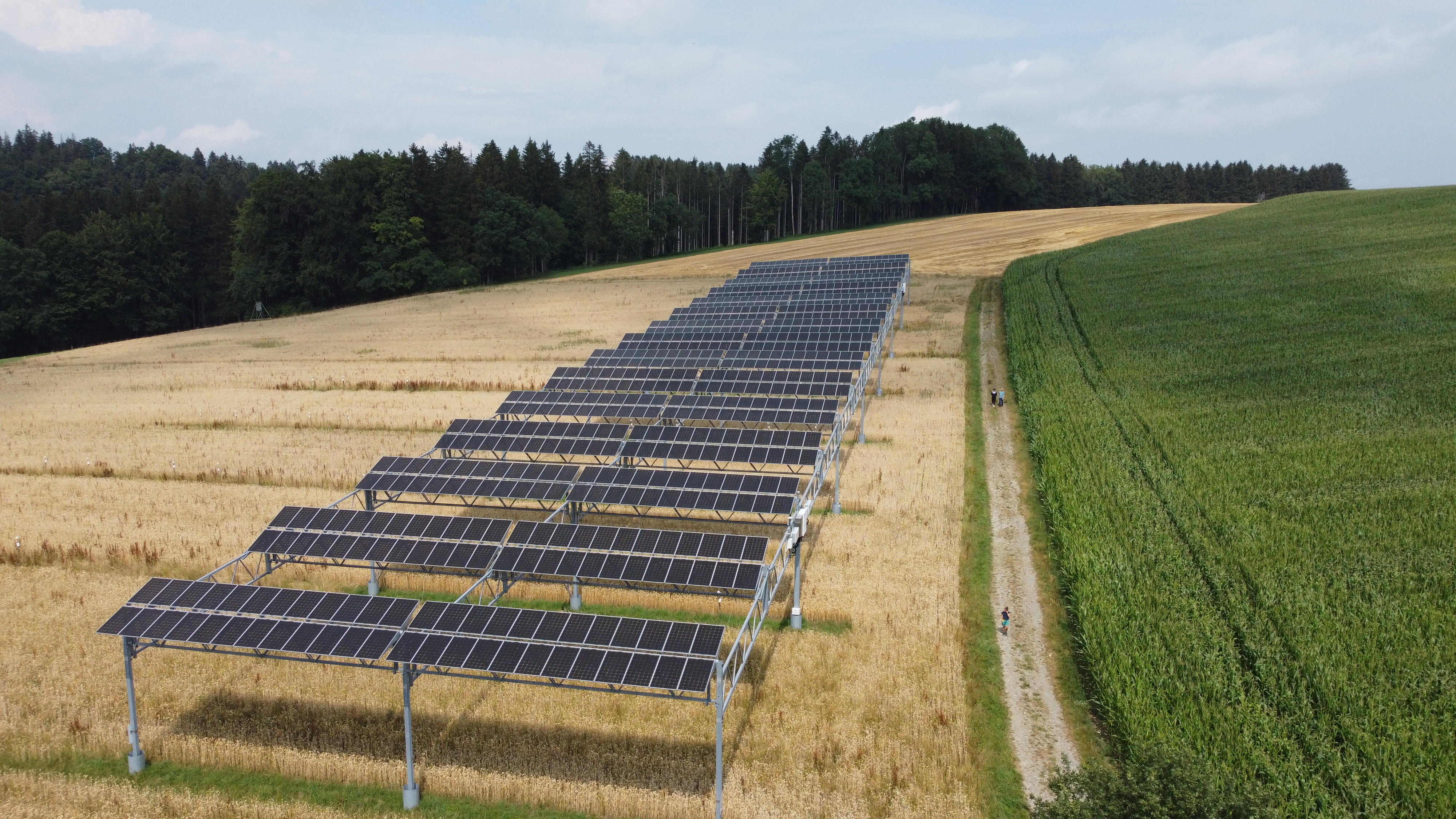
Hochaufgeständerte Agri-PV bei Heggelbach

Als hochaufgeständerte Anlagen gelten in Deutschland also jene, bei denen die Solarmodule eine Höhe von mindestens 2,1 m über dem Boden haben. Eine Bewirtschaftung findet deshalb in der Regel unter den PV-Modulen statt. In Österreich liegt diese Mindesthöhe bei 2 m. Die erste Agri-PV-Forschungsanlage in Deutschland bei Heggelbach nördlich des Bodensees ist eine hochaufgeständerte Anlage mit einer Durchfahrtshöhe von 5 m. So können auch große Landmaschinen wie Mähdrescher weiterhin eingesetzt werden.

#### Bodennahe Agri-PV
Hierbei findet die Bewirtschaftung in der Regel zwischen den PV-Modulreihen, welche geneigt oder aber vertikal aufgeständert installiert werden können, statt. Handelt es sich dann um bifaciale PV-Module, kann von beiden Seiten Strom erzeugt werden. Idealerweise sind diese nach Osten bzw. Westen ausgerichtet, wodurch die Hauptstromproduktion vor allem morgens und nachmittags/abends stattfindet. So können bis zu 15 % höhere Erträge pro installiertem kW im Vergleich zu herkömmlichen PV-Freiflächenanlagen erzeugt werden. Eine Abwandlung des Konzepts stellt der 2019 eingeführte bifaciale Solarzaun dar. Dabei werden PV-Module bodennah vertikal aufgeständert, wobei der Abstand zum Boden mit einem Gitter geschlossen wird. Der Solarzaun kann beispielsweise in der Tierhaltung als Begrenzung für Ausläufe oder Weiden genutzt werden.

### Geschlossene Systeme
Geschlossene Agri-PV Anlagen sind speziell konzipierte Gewächshäuser, in denen Photovoltaikmodule in die Dach- oder Fassadenstrukturen integriert sind. Diese Module erzeugen Solarstrom, während sie gleichzeitig Schatten und Schutz für die darunter wachsenden Pflanzen bieten.

#### PV-Gewächshäuser
PV-Gewächshäuser bieten geschützte Umgebungen für Pflanzen, wodurch diese vor Schädlingen und Krankheiten bewahrt werden. Dies führt zu höheren Qualitätsstandards und Erträgen, insbesondere in Regionen mit ungünstigen klimatischen Bedingungen wie Dürre. Darüber hinaus fördern diese Anlagen nachhaltige Landwirtschaft, da sie den Bedarf an Pestiziden und den Wasserverbrauch reduzieren können. Sie tragen auch zur Verringerung von Treibhausgasemissionen bei und unterstützen die Umstellung auf erneuerbare Energien.
Der Genehmigungsprozess kann bei PV-Gewächshäusern vereinfacht werden, da es sich laut dem Baugesetzbuch um ein Gebäude handelt und somit nicht als bauliche Anlagen bewertet werden muss, wie es bei offenen Agri-PV-Anlagen der Fall ist.

### PV-Module
Üblicherweise werden weltweit vor allem waferbasierte Silizium-Solarzellen für Agri-PV-Anlagen eingesetzt. Im Fall der Agri-PV kann durch eine transparente rückseitige Abdeckung (zum Beispiel aus Glas) das Licht aus den Zellzwischenräumen teilweise durchgelassen werden und erreicht somit die darunterliegenden Pflanzen.
Alternativ zu den semitransparenten Modulen können auch Dünnschichtmodule eingesetzt werden. Diese können auf flexiblen Substraten realisiert werden, wobei ihr Flächengewicht deutlich niedriger ist.
Auch bifaciale PV-Module sind in vielen Fällen geeignet. Dabei handelt es sich um doppelseitige Module, deren Solarzellen auf beiden Seiten Strom produzieren können. So können sie mehr Energie erzeugen als klassische PV-Module. Gerade bei hochaufgeständerten Agri-PV-Anlagen empfangen die Modulrückseiten typischerweise mehr Licht als bei herkömmlichen PV-Freiflächenanlagen. Diese Module werden gerne für vertikale Agri-PV-Anlagen genutzt.
Eine andere Variation sind die PV-Röhrenmodule, die von der Firma TubeSolar hergestellt werden. Durch die spezielle dünnschichtige Fertigung in Röhrenform sollen Licht und Wasser gleichmäßiger durchgelassen werden. Außerdem reinigen sich die PV-Module dank der runden Oberfläche selbst.
Auch Module der organischen Photovoltaik können auf flexiblen Untergründen eingebunden werden, so zum Beispiel auf Folientunneln. Deren Wirkungsgrad sowie Haltbarkeit ist derzeit allerdings noch gering.
Mittlerweile gibt es außerdem erste kommerzielle Anbieter für PV-Module der konzentrierten Photovoltaik. Bei dieser speziellen Herangehensweise wird das Licht durch Linsen oder Spiegel auf kleinen fotoaktiven Flächen gebündelt, wodurch höhere Energieerträge generiert werden können.

### Unterkonstruktion

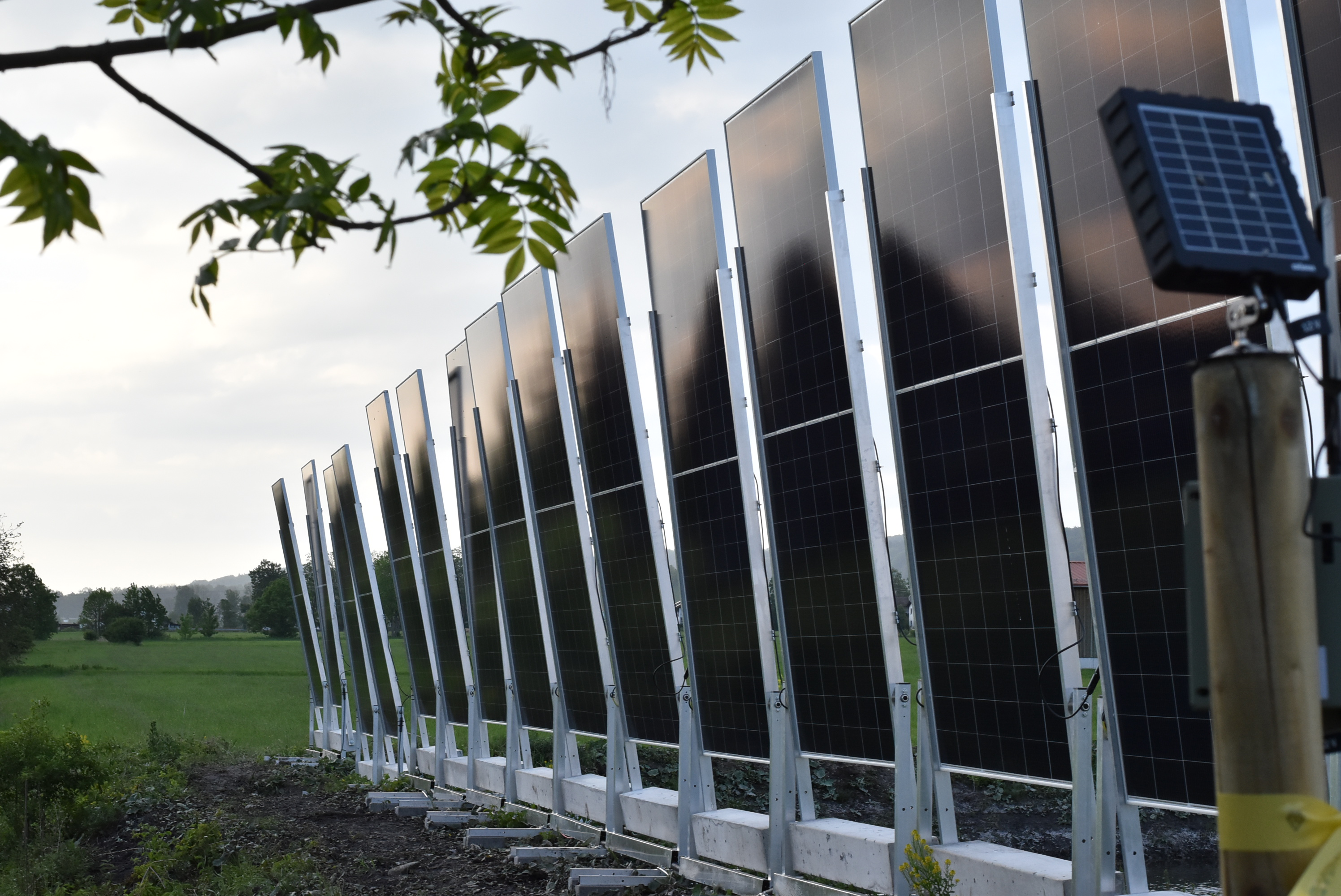
Bodennahe Agri-Photovoltaik ohne Verankerung im Boden

Die Unterkonstruktion einer Agri-PV-Anlage gilt neben der Landwirtschaft als Hauptkomponente eines Agri-PV-Systems und ist in ihrem Aufbau am komplexesten. Die gesamte Konstruktion sollte um die Pflanzen und ihr Wohlergehen herum entwickelt werden. Die konventionellen Praktiken und Techniken, die für die Unterkonstruktion bei PV-Freiflächenanlagen verwendet werden, müssen für die Agri-PV also abgeändert werden. Dies führt letztendlich zu höheren Anschaffungskosten für das gesamte System im Vergleich zu PV-Freiflächenanlagen. Die Unterkonstruktion ist meist aufwändiger und höher, um es landwirtschaftlichen Maschinen zu ermöglichen, weiter in dem System zu wirtschaften.
Das Design der Unterkonstruktion sollte auf die Steigerung des Gesamtertrags und das Wohlbefindens der Pflanzen ausgerichtet sein. Somit müssen viele Faktoren berücksichtigt werden, wie z. B. die Art der verwendeten Fundamente und ihre Auswirkungen auf den Boden, den Abstand zwischen den Reihen, die Art der gewählten Module und ihre Anordnung sowie die Integration von Bewässerungs- und/oder Wassermanagementsystemen. Neuartige bodennahe Agri-PV Systeme kommen mittlerweile ganz ohne eine Verankerung im Boden aus. Dies kann vor allem bei sensiblen Böden ein Vorteil sein, da die empfindliche Bodenzone nicht durchstoßen wird. Die Stabilität erhalten diese PV-Anlagen dadurch, dass die PV-Module unter Windlasten auslenken.

### Nachführung
Der einfachste Ansatz von Agri-PV-Anlagen ist es, diese festaufgeständert zu installieren. Dabei besteht die Möglichkeit, die jeweilige Installation zu optimieren, indem man die Dichte der PV-Module oder die Neigung der PV-Module verändert.
Allerdings gibt es auch nachgeführte Anlagen, wobei es sich um Tracking-Systeme handelt, womit PV-Module gesteuert werden können. So kann die optimale Position für die Verbesserung der landwirtschaftlichen Produktion und der Stromproduktion gewährleistet werden.
Dazu gibt es bereits viele verschiedene Ausführungen, wie zum Beispiel das Agri-PV-Nachführsystem mit einem Seilsystem vorgeschlagen von Günter Czaloun im Jahre 2004. Der erste Prototyp wurde 2007 in Österreich gebaut.
Außerdem gibt es bereits mehrere Anlagen mit zweiachsigem Nachführsystem in Italien und China installiert von der Firma REM TEC. Auch gibt es ein Gewächshaus mit PV-Modulen, die auf beweglichen Rollläden installiert sind. Die PV-Module können hierbei dem Lauf der Sonne entlang einer Ost-West-Achse folgen.
2015 schlug Wen Liu von der Universität für Wissenschaft und Technik in Hefei, China, ein neues Konzept vor: gebogene PV-Module, die mit einem dichroitischen Polymerfilm bedeckt sind. Diese Module übertragen selektive Wellenlängen des Sonnenlichts, die für die Photosynthese der Pflanzen (blaues und rotes Licht) notwendig sind. Alle anderen Wellenlängen werden reflektiert und auf Konzentrations-Solarzellen zur Stromerzeugung gebündelt. Für diese Art der Photovoltaik ist ein zweiachsiges Nachführsystem vorgesehen. Schatteneffekte, wie sie bei normalen Photovoltaikmodulen über dem Pflanzenfeld entstehen, werden eliminiert.

## Landwirtschaft

### Anwendungsfelder
Die Akzeptanz von Agri-PV wächst weltweit. Immer mehr Landwirte und Landbesitzer erkennen die Vorteile der Dualnutzung von landwirtschaftlichen Flächen, was wiederum zu einer verstärkten Implementierung solcher Systeme führt.

#### Dauergrünland
Bei Dauergrünland handelt es sich um Wiesen und Weiden, die mehr als fünf Jahre lang nicht als Äcker genutzt worden sind. Hier bieten sich vor allem bodennahe Systeme an, je nach Anwendungsbereich sind aber auch hochaufgeständerte Module denkbar. Bodennahe Anlagen auf Dauergrünland zählen zu den günstigsten Formen von Agri-PV und die Kosten liegen nur geringfügig über denen einer Freiflächen-PV.

#### Ackerbau
Obwohl sich nach derzeitigem Kenntnisstand alle Kulturpflanzen für den Anbau in Verbindung mit Agri-PV-Anlagen eignen, sind bei einigen größere Synergieeffekte als bei anderen zu erwarten. Das gilt insbesondere für besonders schattentolerante Arten wie Blattgemüse, Kern-, Stein- und Beerenobst sowie andere Sonderkulturen. Ergebnisse der Pilotanlage in Heggelbach haben gezeigt, dass relevante Pflanzengattungen vor allem in trockenen Regionen von der Beschattung durch Agri-PV-Anlagen profitieren können. Deren Ertrag erhöht sich in besonders heißen Jahren, während zum Beispiel bei Kartoffeln und vielen Getreidearten in niederschlagsreicheren Jahren mit Einbußen von bis zu 20 % gerechnet werden muss. Diese Erkenntnisse beruhen allerdings auf ersten Versuchen und sind, was andere Pflanzenkulturen angeht, noch auszubauen. Weiterhin untersucht werden außerdem Ansätze mit anpassbaren Modulausrichtungen, wodurch das Lichtmanagement viel stärker individualisiert werden kann. Auf diese Weise lassen sich Ertragseinbußen minimieren. Generell gilt die Faustregel, dass Agri-PV-Anlagen im Ackerbau eine höhere Leistung benötigen, um dauerhaft wirtschaftlich tragfähig zu sein.

#### Gartenbau
Kulturen im Gartenbau sind tendenziell weniger lichtbedürftig als die meisten Ackerpflanzen und können so auch bei höheren Graden von Verschattung immer noch gedeihen. Da in diesem Kontext jedoch häufig Sondermodule benötigt werden, können die Anschaffungspreise im Vergleich zu herkömmlichen Systemen variieren und unter Umständen höher ausfallen. Im Allgemeinen gelten für Anlagen im Gartenbau in vielen Bereichen ähnliche Voraussetzungen wie für solche im Dauergrünland.

#### Aquakulturen
Aufgrund der vielfältigen Nutzungsmöglichkeiten von Wasserflächen haben die Integrationsansätze von PV-Modulen mit Aquakulturen ein breites Anwendungsspektrum; Kombinationen sind mit den meisten Produktionsweisen von Wassertieren und -pflanzen denkbar. Für Aquakulturen, die sich in großen Wasserflächen wie Seen oder an Meeresküsten befinden, ist die Integration von schwimmender Photovoltaik ein naheliegender Ansatz. Teichsysteme oder geschlossene Systeme können hingegen auch mit erhöhten PV-Modulen über einem festen Unterbau abgedeckt werden.
Aquavoltaics oder Aqua-PV ist als Anwendungsbereich von integrierten PV-Systemen im Rahmen der Agri-PV ein recht neues Forschungsfeld. Interaktionen und Synergieeffekte zwischen beiden Systemebenen müssen für die meisten Aquakultur-Spezies noch erforscht werden. Momentan wird zum Beispiel in Vietnam auf einer Shrimp-Farm die technische und wirtschaftliche Machbarkeit einer dualen Landnutzung zur solaren Stromerzeugung und Teichwirtschaft erprobt. Um eine sinnvolle Kombination zwischen PV-System und darunterliegender Aquakultur sicherzustellen, müssen diverse Parameter beachtet werden, die durch die zusätzliche Beschattung beeinflusst werden. Dazu gehört die Wasser- und Lufttemperatur, die Lichtverfügbarkeit, der Sauerstoffgehalt des Wassers und weitere Wasserqualitäts-Indikatoren wie pH-Wert oder Stickstoffgehalt, die jedoch nur indirekt von der zusätzlichen Beschattung abhängen.

#### Tierhaltung
Agri-PV auf Grünland mit Tierhaltung ist bisher noch im Stadium der Erforschung, wozu allerdings bereits eine DIN SPEC 91492 aufgesetzt und definiert wird.
Es gibt aber noch wenige Anlagen welche, abgesehen von Schafen, Tiere in PV-Systemen halten. Hinsichtlich des Einflusses der PV-Module auf Grünland deuten Studien darauf hin, dass sich die Agri-PV positiv auf den Grünbewuchs einer Weide auswirken kann. In einem Agri-PV-Betrieb auf einer Schafweide in der Nähe des Campus der Oregon State University kam es zu einem signifikanten Anstieg der Biomasse um etwa 90 % und die Flächen unter PV-Module waren deutlich (328 %) wassereffizienter. In einer anderen Studie wurde von 1996 bis 2001 ein jährliches Screening von Futtergräsern und Leguminosen auf Schattentoleranz durchgeführt. 43 Futterpflanzen wurden im Nicht-Schatten, im mittleren Schatten (45 %) und im dichten Schatten (20 %) ohne Konkurrenz um Wasser und Nährstoffe angebaut. Dabei war der jährliche Futterertrag bei allen 43 Futterarten im mäßigen Schatten gleich oder höher als bei Futterarten im Schatten. Selbst wenn der Grünbewuchs unter PV-Modulen geringer ausfiel als ohne Beschattung, wurde die geringere Grasmasse durch eine höhere Futterqualität ausgeglichen.
Studien zeigen auch, dass Agri-PV in Weidemilchsystemen die Intensität des Hitzestresses für das Vieh verringern kann. Interessanterweise bevorzugen Kühe tendenziell Schatten, der durch Sonnenkollektoren erzeugt wird, im Vergleich zu Schatten, welcher durch Stoffmaterialien erzeugt wird. Man nimmt an, dass dies auf die geringere Wärmebelastung unter PV-Module im Vergleich zu der unter Stoffmaterialien zurückzuführen ist. Agri-PV könnte für ein kühleres Mikroklima sorgen (niedrigere Lufttemperatur, Wärmestrahlung) und gleichzeitig erneuerbare Energie liefern und die landwirtschaftliche Produktion auf Grünland sichern.
Aufgrund des Potenzials von Agri-PV, die Einnahmen und finanzielle Stabilität der Landwirte zu steigern, könnte dies die Attraktivität der Beweidung für landwirtschaftliche Betriebe steigern und die Finanzierung von Innovationen für Schlüsseltechnologien der intelligenten Landwirtschaft wie virtuelle Zäune und Fernerkundung ermöglichen. Infolgedessen könnte Agri-PV nicht nur Grünland und Vieh vor der zunehmenden Sonneneinstrahlung schützen, sondern auch dazu beitragen, die Ökosystemleistungen und die Kohlenstoffspeicherung von Grünland zu erhalten und zu steigern.

### Pflanzenwachstum
Agri-PV-Anlagen beeinflussen unter anderem durch Verschattung das Pflanzenwachstum der darunter oder dazwischen gedeihenden Kulturen. Ob dieses im Zuge dessen erhöht oder gesenkt wird, hängt zum einen von der Art der jeweiligen Kultur ab. Tendenziell zeigt sich, dass die meisten Pflanzen eine reduzierte Sonneneinstrahlung von bis zu 15 % tolerieren. Beeren, Früchte und Gemüse profitieren sogar von einer Einstrahlungsreduktion bis zu 30 %. Mais und Körnerleguminosen dagegen brauchen mehr Sonnenlicht für ihr Wachstum und somit ist durch eine Teil-Verschattung oft mit starken Ertragseinbußen zu rechnen.
Doch auch Umweltfaktoren spielen eine wichtige Rolle - So etwa, ob es sich um ein besonders heißes, trockenes oder ein eher niederschlagsreiches Jahr handelt. In dem sehr trockenen Jahr 2018 wurde beim Forschungsprojekt APV-RESOLA in Heggelbach festgestellt, dass Winterweizen, Kartoffeln und Sellerie höhere Erträge im Vergleich zur Referenzfläche ohne PV-Module lieferten. Am stärksten zeigte sich das beim Sellerie mit einer Ertragssteigerung von 12 %. Bei Kleegras wiederum verringerte sich der Ertrag um 8 % gegenüber der Referenzfläche.

#### Verdunstung
Allgemein geltend kann man sagen, dass die Nutzpflanzen und das Land unterhalb der PV-Module durch die Schattenspendung beeinflusst werden. Es kommt dabei zu einer geringeren Verdunstung des Wassers, sowie einer abgeänderten Temperatur. Das wirkt sich meist positiv auf die darunterliegenden Kulturen aus. In Versuchen zur Prüfung der Verdunstungsniveaus bei schattenresistenten Kulturen wie Gurken und Salat, die bewässert werden, wurde eine Verringerung der Verdunstung von 14-29 % festgestellt. Agri-Photovoltaik könnte also für Kulturen oder Gebiete eingesetzt werden, in denen eine effiziente Wassernutzung erforderlich ist.

#### Temperatur
Während einer Vegetationsperiode wurde eine Studie zur Temperatur des Bodens, der Luft und der Pflanzen unter Photovoltaikmodulen durchgeführt. Es stellte sich heraus, dass die Lufttemperatur, verglichen mit der Referenzfläche ohne eine Agri-PV-Anlage, unter den Paneelen zwar konstant blieb, aber die Temperatur des Bodens und der Pflanzen niedriger waren. Mit steigender Temperatur, aufgrund des Klimawandels, wird dieser Effekt für einige Nahrungspflanzen wichtig werden. Auch die Photovoltaikmodule haben einen höheren Wirkungsgrad aufgrund der durch die Transpiration der Pflanzen bereitgestellten Kühlung.
Simulationen und Studien zur Agri-Photovoltaik zeigen, dass die simultane Erzeugung von Elektrizität und Pflanzenproduktion auf derselben Fläche möglich ist. Stromproduktion und Pflanzenwachstum können gleichzeitig effizient gewährleistet werden. Dinesh et al. fand heraus, dass die Salatproduktion in der Agri-Photovoltaik mit der von Monokulturen vergleichbar ist. Agri-Photovoltaik wirkt am besten bei Pflanzen, die schattenresistent sind, wobei potentiell geeignete Nutzpflanzen „Schweinserdnuss, Luzerne, Yamswurzel, Taro, Maniok, Süßkartoffel“ zusammen mit Salat sind.
Simulationen, die von Dupraz et al. durchgeführt wurden, ergaben in dem Paper 2021, dass die Produktivität der Landwirtschaft um 35-73 % steigt. Darüber hinaus fand Dinesh et al. schon 2016 heraus, dass der Wert der solar erzeugten Elektrizität, gekoppelt mit schattentoleranter Pflanzenproduktion, eine über 30 %ige Steigerung der Wirtschaftlichkeit von Farmen erzeugt, wenn Agri-PV-Systeme teilweise anstelle der konventionellen Landwirtschaft eingesetzt werden.

### Ökologische Aspekte
Momentan wird an den ökologischen Auswirkungen, zum Beispiel die Auswirkungen von Agri-PV-Anlagen auf die Biodiversität, geforscht. Während bei der Pilotanlage in Heggelbach noch große Mengen Stahl verbaut sind, kommen neuere Projekte mit wesentlich weniger Material aus bzw. bestehen teilweise auch schon aus Holz. Die betonlosen Fundamente der Aufständerungen können rückstandslos entfernt werden. Somit bleiben schwerwiegende Eingriffe in das Erdreich aus. Darüber hinaus sind auch positive Effekte möglich. Die landwirtschaftlich nicht nutzbaren Zwischenstreifen der Systeme können als Korridorbiotope oder Erosionsschutzstreifen dem Erhalt oder sogar der Erhöhung der Biodiversität dienen.

## Deutschland
In Deutschland wurden bereits drei Agri-PV-Anlagen zu Forschungszwecken in Betrieb genommen. Erste Vorversuche erfolgten 2011 am Institut für Gartenbau der Hochschule Weihenstephan-Triesdorf mit einer kleinen (nach Süden ausgerichteten) Dummy-Freiflächenanlage. 2013 entstand die reale Agri-PV-Anlage mit Ost-West-nachgeführten Modulreihen.
2015 errichtete die Hochschule Weihenstephan die zweite deutsche Forschungsanlage mit der Firma TubeSolar. An dieser testeten die Forschenden die Praxistauglichkeit von röhrenförmigen PV-Modulen. Die Kapazität der Anlage beträgt 14 KWp; angebaut wurden Kartoffeln und Salatsorten.
Die dritte Forschungsanlage zu Agri-PV wurde in Deutschland 2016 in Heggelbach im Bodenseekreis im Rahmen des Projekts APV-RESOLA errichtet. Die Agri-PV-Anlage ist nach Süd-Westen ausgerichtet und hat eine installierte Leistung von 194 kWp. Die Bearbeitungsrichtung des Feldes verläuft orthogonal zur Anlagenausrichtung und ist demnach in süd-östlicher/nord-westlicher Richtung. Neben der Anlage befindet sich eine Referenzfläche, um einen relativen Vergleich der landwirtschaftlichen Erträge zu ermöglichen. Angepflanzt und untersucht wurden Kleegras, Sellerie, Kartoffeln und Winterweizen. Dabei konnten in den Jahren 2017 und 2018 Steigerungen der Landnutzungseffizienz von bis zu 86 %, sowie eine verbesserte Anpassungsfähigkeit bei Trockenperioden nachgewiesen werden. Aktuell wird die Anlage zu weiteren Forschungszwecken genutzt. Das Projekt APV-RESOLA wurde vom Bundesministerium für Bildung und Forschung und FONA-Forschung für nachhaltige Entwicklung gefördert. Es ist ein gemeinsames Projekt von Fraunhofer-Institut für Solare Energiesysteme, BayWa r.e. Solar Projects GmbH, Elektrizitätswerke Schönau, Hofgemeinschaft Heggelbach, Karlsruher Institut für Technologie, Regionalverband Bodensee-Oberschwaben und der Universität Hohenheim.
Außerdem wird gerade an einer „Modellregion“ in Baden-Württemberg gearbeitet, hier werden fünf Anlagen zu Forschungszwecken errichtet.
Zudem ist das Fraunhofer ISE in zahlreichen weiteren Agri-PV-Forschungsprojekten involviert und hat 2020, sowie im Jahre 2022 in Kooperation mit einer Vielzahl an Partnern aus Wissenschaft und Praxis Leitfäden für die Agri-PV veröffentlicht.
2020 startete Next2Sun, Terrawatt und Gut Kraucha zusammen mit dem Fraunhofer IMW das Projekt BiWiBi, in dem nachhaltige Synergien aus senkrechten bifazialen Solaranlagen mit Blühstreifen zum Artenschutz und gleichzeitigem Ackerbau auf ökonomische, ökologische und Akzeptanzfragen untersucht werden.
Neben den Forschungsanlagen existieren in Deutschland auch private Agri-PV-Anlagen. Unter anderem baut Elektro Guggenmos schon seit 2008 unter Agri-PV in Warmsried (Bayern) Kartoffeln, Weizen und Lauch an. Seit 2018 baut Next2Sun in Deutschland vertikale Agri-PV-Anlagen. Die Standorte dieser Anlagen sind in Baden-Württemberg und im Saarland.

### Modellregion Agri-PV Baden-Württemberg
„Modellregion Agri-Photovoltaik Baden-Württemberg“ heißt das von dem Land (Baden-Württemberg) finanziell geförderte Projekt, mit dem dreizehn Partnern den Ausbau der Technologie in diesem Bundesland weiter vorantreiben möchten. In der ersten Umsetzungsphase liegt der Forschungsschwerpunkt vor allem bei Kern- und Beerenobst. An insgesamt fünf Standorten in Baden-Württemberg werden Agri-PV-Anlagen mit einer Gesamtleistung von bis zu 1.700 kWp errichtet.
Das übergeordnete Ziel des Projekts ist es, offene Fragen zur doppelten Nutzung von Flächen für Landwirtschaft und Solarstromerzeugung zu beantworten. Es wird die Machbarkeit verschiedener vielversprechender Anwendungsbereiche und Technologien untersucht und dabei Auslegungsvarianten erforscht.

#### Obsthof Bernhard
In Kressbronn am Bodensee bewirtschaftet Hubert Bernhard 86 Hektar landwirtschaftliche Nutzfläche. Davon sind 47 Hektar im Bereich Kernobst, wobei der Apfel mit verschiedenen Sorten im Vordergrund steht. Mit der Anlage wurde deutschlandweit erstmals eine stromerzeugende Agri-PV-Anlage in eine bestehende Apfelplantage integriert. Die 0,4 Hektar große Pilotanlage, die zu 50 % vom Land Baden-Württemberg gefördert wurde, wurde am 13. Mai 2022 von Ministerpräsident Winfried Kretschmann eingeweiht. Seitdem haben die 1.110 lichtdurchlässigen PV-Module über 450.000 kWh Strom produziert (2022: 199.000 kWh, 2023: 249.000 kWh, Stand Oktober 2023).

#### Obsthof Vollmer
In Oberkirch-Nußbach wurde im Jahr 2023 auf dem „Obsthof Vollmer“ die zweite Agri-PV-Praxisanlage des Projektes errichtet. Der Nebenerwerbsbetrieb mit Direktvermarktung mit ca. fünf Hektar wird von Herrn Hansjörg Vollmer bewirtschaftet. Dabei handelt es sich um eine Spalierobstanlage mit PV-Modulen, die in zwei Teile gegliedert ist: eine statische Teilanlage mit semitransparenten PV-Modulen und eine größere Teilanlage mit nachgeführten opaken PV-Modulen. Der erzeugte Strom wird über eine eigene Trafostation in das öffentliche Stromnetz eingespeist. Außerdem wurde diese Anlage mit der Absicht auf eine Montage eines ferngesteuerten, automatischen Reinigungsroboters der Intech GmbH konzipiert.

#### Kompetenzzentrum Obstbau Bodensee (KOB)
Am KOB werden Wachstums- und Ertragsverhalten verschiedener Apfelbaumsorten unter semitransparenten Solarmodulen untersucht. Die PV-Module wurden mit der Absicht installiert, Frucht und Pflanze vor Hagel- und sonnenbedingten Schäden zu bewahren, während sie Strom produzieren. Für die Lichtversorgung der Bäume, trotz der Überdachung, sorgen die lichtdurchlässigen PV-Module mit einer Transparenz von 49 %. Diese sind 3,5 m über den Baumreihen installiert. Zusätzlich wird untersucht, inwieweit der Einsatz von Pflanzenschutzmitteln verringert werden kann.

#### Landwirtschaftliches Technologiezentrum Augustenberg (LTZ)
Der Standort Augustenberg des LTZ, im nördlichen Oberrheingraben, unterscheidet sich klimatisch durch geringe Niederschläge und somit höheren Temperaturen. Aus diesem Grund gilt der Oberrheingraben als Wohlfühl-/ und Verbreitungsgebiet für wärmeliebende Arten und invasive Schaderreger (z. B. die Marmorierte Baumwanze). Hier sollen bis 2024 sechs verschiedene schorfrobuste Apfelsorten, sowie zwei Birnensorten ökologisch bewirtschaftet werden, wobei PV-Module zweier verschiedenen Typen (semitransparent und bifazial) installiert werden. Die Integration der PV-Module in die bestehende Baumobstplantage, auf der ein Hektar verfügbaren Fläche der Landesanstalt, befindet sich derzeit in Planung.

#### Obstversuchsgut Heuchlingen der LVWO
Unter den PV-Modulen am Standort Heuchlingen werden die Kenntnisse der Kulturführung verschiedener Beeren von Folienüberdachungen unter den technischen Bedingungen von PV-Überdachungen angewendet. Dabei liegt der Fokus auf der Anpassung der PV-Technologie an die Anforderungen der Kulturen. Die Agri-PV-Anlage in Heuchlingen zeichnet sich durch ihre geschlossenen Kreisläufe aus, denn das Anlagendesign in Form eines Dachs ermöglicht das Auffangen von Regenwasser. Dieses ist aufgrund seiner Wasserhärte besser für die Bewässerungszwecke geeignet als Brunnenwasser. Anschließend wird das gesammelte Wasser mit Pestiziden und künstlichem Dünger angereichert und den Kulturen zugeführt. Die zurückgebliebenen Einsatzmittel können dann ins System zurück geschleust und wiederverwendet werden. Die benötigte Energie für die Pumpen, Dosatron und die Steuerungsanlage soll die Agri-PV-Anlage abdecken.

### Rechtlicher Rahmen
Um die Integration von Agri-PV in die Landwirtschaft zu erleichtern, wurde in Deutschland im Jahr 2021 die DIN SPEC 91434 „Agri-Photovoltaik-Anlagen – Anforderungen an die landwirtschaftliche Hauptnutzung“ veröffentlicht, um Kriterien und Anforderungen für Agri-PV-Anlagen festzulegen. An dessen Entwicklung waren insgesamt 15 Institutionen beteiligt.
Die DIN SPEC soll dabei helfen, Agri-PV-Anlagen klar von PV-Freiflächenanlagen abzugrenzen. Damit bietet sie dem Gesetzgeber sowie Genehmigungsbehörden eine qualifizierte Grundlage für Prüfungs- und Qualitätskriterien bezüglich des Baus und Betriebs von Agri-PV-Anlagen. Anforderungen an die Tierhaltung bei Agri-PV-Anlagen in Verbindung mit Weidenutzung werden derzeit in der DIN SPEC 91492 definiert.
Grundsätzlich wird hier festgelegt, dass die betreffende Fläche weiterhin für eine landwirtschaftliche Tätigkeit genutzt werden muss und der landwirtschaftliche Ertrag nach dem Bau einer Agri-PV-Anlage mindestens 66 % des Referenzertrags betragen soll. Dieser ergibt sich aus einem dreijährigen Durchschnittswert derselben landwirtschaftlichen Fläche oder vergleichbaren Daten aus Veröffentlichungen.
Des Weiteren wird Agri-PV in der DIN SPEC 91434 klassifiziert und Anlagen in zwei Kategorien unterteilt, für die jeweils unterschiedliche Anforderungen gelten. Kategorie I beschreibt hochaufgeständerte Agri-PV-Anlagen mit lichter Höhe. Die Aufständerung ist hier mindestens 2,1 m hoch. In diesem Fall darf der Flächenverlust durch die Installation der Anlage maximal 10 % der Gesamtprojektfläche betragen. Agri-PV-Anlagen mit einer bodennahen Aufständerung unter 2,1 m bilden die Kategorie II. Hier darf der Flächenverlust maximal 15 % betragen.